# Justus McKinstry
Justus McKinstry (né le 6 juillet 1814 à Hudson et mort le 11 décembre 1897 à Saint-Louis) est un officier de l'United States Army.
Il participe à la Seconde guerre séminole,  la guerre américano-mexicaine et la guerre de Sécession.